# Georgeta Popescu
Georgeta Popescu, född 13 april 2002, är en rumänsk bobåkare.
Popescu tog guld i monobob vid olympiska vinterspelen för ungdomar 2020 i Lausanne.